# Diplodontopus insolitus
Diplodontopus insolitus är en insektsart som beskrevs av Heinrich Hugo Karny 1931. Diplodontopus insolitus ingår i släktet Diplodontopus och familjen vårtbitare. Inga underarter finns listade i Catalogue of Life.